# كارلتون ليونارد
كارلتون ليونارد (بالإنجليزية: Carleton Leonard)‏ (3 فبراير 1958 في المملكة المتحدة - ) هو لاعب كرة قدم بريطاني في مركز الدفاع. لعب مع شروزبري تاون.